# Такахаси, Харуми
Харуми Такахаси (яп. 高橋 はるみ Такахаси Харуми, род. 6 января 1954, Тояма, Япония) — японский государственный деятель, губернатор префектуры Хоккайдо (2003—2019), член Палаты советников Японии с 29 июля 2019 года. 

## Биография
Родилась в городе Тояма в одноимённой префектуре. Её дедом был губернатор префектуры Тояма Такэкуни Такацудзи, занимавший пост в 1948—1956 годах. Отец, Цугухару Нитта, президент Nihonkai Gas и основатель INTEC. Младший брат, Хатиро Нитта, губернатор префектуры Тояма с 9 ноября 2020 года, бывший президент Nihonkai Gas и бывший председательЯпонской молодёжной палаты. Муж, Цуёси Такахаси, бывший члена совета директоров Межамериканского банка развития.
После окончания средней школы в Тояме обучалась на экономическом факультете Университета Хитоцубаси, который окончила в 1976 году. В университете участвовала в семинарах, организованных профессором Кэндзиро Арой, специалистом по макроэкономике, а также состояла в AIESEC.
В 1976 году после окончания университета поступила на работу в Министерство международной торговли и промышленности (ныне Министерство экономики, торговли и промышленности Японии). В 1985 году Харуми стала научным сотрудником Атлантического института международных отношений в Париже. Занимала должность руководителя отдела исследований Агентства по малому и среднему предпринимательству и руководителя отдела импорта Торгового бюро Министерства международной торговли и промышленности. С 2001 по 2002 год являлась директором Хоккайдского бюро экономики, торговли и промышленности Министерства экономики, торговли и промышленности. В 2002 году заняла пост директора Института Министерства экономики, торговли и промышленности, а в 2003 году вышла на пенсию.
По предложению Нобутаки Матимуры, Харуми Такахаси баллотировалась на губернаторских выборах в Хоккайдо в 2003 году как независимый кандидат при поддержке ЛДПЯ, Новой консервативной партии и Комэйто. Такахаси победила Ёсио Хатиро, которого поддерживали Демократическая партия, Либеральная партия и СДПЯ, набрав 29,29% голосов. В ноябре 2004 была госпитализирована для операции в связи с раком желудка. В 2007, 2011 и 2015 годах переизбиралась на губернаторских выборах на пост губернатора префектуры Хоккайдо, став первой женщиной политиком четыре раза подряд избранной на пост губернатора префектуры Японии.
15 декабря 2018 года Такахаси объявила, что не будет баллотироваться на выборах губернатора Хоккайдо в 2019 году, а будет участвовать в выборах в Палату советников Японии от Хоккайдо в следующем году. 18 декабря 2018 года Харуми вступила в Либерально-демократическую партию. 22 апреля 2019 года вышла в отставку с поста губернатора префектуры Хоккайдо в связи с истечением срока полномочий. 
В 2019 году стала приглашённым профессором Высшей школы коммерции Хоккайского коммерческого университета. 21 июля 2019 года была избрана в Палату советников Японии от Хоккайдо.

## Личная жизнь
Замужем за Цуёси Такахаси, имеет двоих сыновей.